# 漢密爾頓 (密蘇里州)
漢密爾頓（英語：Hamilton）是位於美國密蘇里州考德威爾縣的城市。

## 人口
根據2020年美國人口普查的數據，漢密爾頓的面積為3.82平方千米，當中陸地面積為3.80平方千米，而水域面積為0.02平方千米。當地共有人口1690人，而人口密度為每平方千米442人。